# Dầu đá phiến
Dầu đá phiến là một loại dầu phi truyền thống được tạo ra từ đá phiến dầu bằng các phương pháp nhiệt phân, hydro hóa. Các quá trình này làm biến đổi vật chất hữu cơ trong đá (kerogen) thành dầu và khí tổng hợp. Dầu được tạo ra có thể được sử dụng làm nhiên liệu hoặc được nâng cấp để đạt được mức có thể đưa vào các nhà máy lọc dầu bằng cách thêm hydro vào và loại bỏ các tạp chất như lưu huỳnh, và nitơ. Các sản phẩm lọc này có thể được sử dụng giống như các sản phẩm từ dầu thô.